# Bernhard Halbe
Bernhard Halbe (* 17. Mai 1958 in Olpe) ist ein deutscher Politiker (CDU). Er war von 1999 bis 2020 Bürgermeister der sauerländischen Stadt Schmallenberg.

## Leben
Bernhard Halbe machte in Olpe 1976 sein Abitur. Danach studierte er an der Fachhochschule für öffentliche Verwaltung in Hagen und war studienbegleitend beim Kreis Olpe tätig. Im Anschluss studierte er Jura in Köln und Mainz. Von 1990 bis zum Amtsantritt als Bürgermeister war Bernhard Halbe Stadtdirektor der Stadt Schmallenberg. Am 12. September 1999 wurde er in Schmallenberg mit 66,7 Prozent der Stimmen zum ersten hauptamtlichen Bürgermeister gewählt. Er trat damit die Nachfolge von Franz Josef Pape an, dem einzigen SPD-Bürgermeister Schmallenbergs nach 1945, der das Amt bis dahin seit 1994 ehrenamtlich innehatte.
Bei der Bürgermeisterwahl 2004 wurde Halbe mit 68,1 Prozent im Amt bestätigt. Bei der Bürgermeisterwahl am 30. August 2009 verbesserte er sein Ergebnis weiter und wurde mit 71,9 Prozent der Stimmen wiedergewählt. Bernhard Halbe beabsichtigte, zur Bundestagswahl 2009 als Bundestagskandidat der CDU in dem Bundestagswahlkreis Hochsauerlandkreis als Nachfolger von Friedrich Merz zu kandidieren, verlor jedoch vorab bei einer CDU-Kreisdelegiertenkonferenz gegen den stellvertretenden Vorsitzenden der CDU Hochsauerlandkreis, Matthias Kerkhoff, und den schließlich nominierten Patrick Sensburg. Am 25. Mai 2014 erfolgte in Schmallenberg eine erneute Wiederwahl Halbes, diesmal mit 77,33 Prozent der gültigen Stimmen. Zur Kommunalwahl am 13. September 2020 trat Halbe nicht mehr an. Sein Nachfolger in Schmallenberg wurde Burkhard König (CDU).
Bernhard Halbe ist verheiratet und hat drei Söhne.

## Engagement und Ehrungen
Bernhard Halbe engagiert sich unter anderem als Mitglied der Landeskommission Nordrhein-Westfalen von Unser Dorf hat Zukunft, als Vorsitzender des kommunalen Waldbesitzerverbandes NRW und als ordentliches Mitglied im Verbandsvorstand des Sparkassenverbandes Westfalen-Lippe, als Vorsitzender des Verwaltungsrates der Stadtsparkasse Schmallenberg und der Sparkasse Mitten im Sauerland sowie als Beisitzer im Schützenvorstand der Schützengesellschaft Schmallenberg und Geschäftsführer der Christine-Koch-Gesellschaft zur Förderung der Literatur im Sauerland. In der GVV Kommunalversicherung ist er seit 2009 Mitglied des Aufsichtsrates.
Für seine Verdienste um das Sparkassenwesen erhielt Halbe 2008 die Johann-Christian-Eberle-Medaille.
Bei seiner Verabschiedung als Bürgermeister wurde Bernhard Halbe im Oktober 2020 zum Ehrenbürger der Stadt Schmallenberg ernannt.